# Rhabdophis conspicillatus
Rhabdophis conspicillatus är en ormart som beskrevs av Günther 1872. Rhabdophis conspicillatus ingår i släktet Rhabdophis och familjen snokar. Inga underarter finns listade i Catalogue of Life.
Denna orm förekommer i Sydostasien på södra Malackahalvön, på Borneo, på Sumatra och på mindre öar i samma region. Arten lever i kulliga områden och i låga bergstrakter mellan 150 och 800 meter över havet. Den vistas i växtligheten nära vattendrag. Honor lägger ägg.
För beståndet är inga hot kända. Hela populationen anses vara stor. IUCN kategoriserar arten globalt som livskraftig.